# Графкин, Евгений Владимирович
Евгений Владимирович Графкин (20 февраля 1952 — 23 сентября 2003) — советский и российский актёр театра, Заслуженный артист Российской Федерации (1999).

## Биография
В 1974 году окончил Школу-студию МХАТ.
в 1976—2003 годах — актёр Московского академического театра сатиры.
Умер после тяжёлой, продолжительной болезни. Похоронен в Москве на Хованском кладбище.

## Роли в театре
Джек-крючок (спектакль «Трёхгрошовая опера»), Гурин («Бег»), Коммодор Розабав («Папа, папа, бедный папа»), Василий («Бешеные деньги»), Сол Бозо («Как пришить старушку»), Иван Бездомный («Как пришить старушку»), Городничий («Ревизор»), мистер Веласко («Босиком по парку») и другие.